# Zbigniew Daniel Wołkowicz
Zbigniew Daniel Wołkowicz (Poddębice, 14 de janeiro de 1970) sacerdote católico romano polonês, bispo auxiliar de Łódź.

## Biografia
Ele nasceu em 14 de janeiro de 1970 em Poddębice. Nos anos 1989-1996 estudou no Seminário Maior de Łódź. Foi ordenado sacerdote em 8 de junho de 1996 em Łódź pelo Arcebispo Władysław Ziółek. No mesmo ano, obteve o título de mestre em teologia na Academia de Teologia Católica de Varsóvia. Nos anos 1998-2002 continuou seus estudos no Instituto de Teologia Espiritual da Faculdade de Teologia da Universidade Católica de Lublin, onde em 2000 recebeu o diploma de bacharel em teologia espiritual. Além disso, na Itália, completou um curso para educadores de seminário em Vallombrosa e um curso de doutorado no Istituto Universitario Sophia de Loppiano .
Nos anos 1996-1998 trabalhou como vigário na paróquia da Exaltação da Santa Cruz em Widawa. Tornou-se professor no Seminário Maior de Łódź, onde serviu como pai espiritual em 2002-2012, e em 2021 tornou-se moderador do ano propedêutico. Além disso, nos anos 2019-2021 foi pai espiritual no Seminário Nacional para Candidatos Idosos à Ordenação em Łódź. Nos anos 2012-2019 trabalhou no centro internacional do movimento dos Focolares na Itália. Em 2021, tornou-se membro do conselho sacerdotal e do colégio de consultores da Arquidiocese de Łódź .
Em 25 de setembro de 2024, o Papa Francisco nomeou-o bispo auxiliar da Arquidiocese de Łódź com a sé titular de Vassinassaa. Ele será ordenado bispo em 19 de outubro de 2024 na Arquicatedral de Łódź.